# Listă de nume românești - litera K
Această pagină, supusă continuu îmbunătățirii, conține 19 nume de familie românești care încep cu litera K.
| Ke - Keșeru (wikt) | Ki - Kilcoș (wikt) - Kirculescu (wikt) - Kiriac (wikt) - Kiriacescu (wikt) - Kiricuță (wikt) - Kiriță (wikt) - Kirițescu (wikt) - Kirșner (wikt) - Kiș (wikt) - Kițescu (wikt) - Kițu (wikt) - Kivu (wikt) | Ko - Kogălniceanu (wikt) - Komloși (wikt) - Koș (wikt) - Koșat (wikt) - Kovaci (wikt) | Kr - Krețulescu (wikt) - Kretzulescu (wikt) |